# Peter Carey
Peter Philip Carey (* 7. květen 1943, Bacchus Marsh, Victoria (Austrálie)) je australský spisovatel, jeden ze čtyř autorů, kteří získali dvakrát prestižní britskou Man Bookerovu cenu.

## Život a dílo
Vystudoval střední školu Geelong Grammar School, poté krátce studoval na Monash University v Claytonu a pracoval jako reklamní textař v Austrálii i Anglii. Začal rovněž psát povídky, jeho sbírky The Fat Man in History (1974) a War Crimes (1979) si získaly přízeň svou surreálnou groteskností. V 80. letech začal psát romány: Bliss (1981) a Illywhacker (1985). Bylo v nich méně absurdity, knihy se staly více realistické, ale Carey si zachoval černý humor. Průlomovým románem však pro Careyho byl Oscar and Lucinda z roku 1988, za nějž dostal Man Bookerovu cenu. Od té doby se začal živit výhradně literaturou. V 90. letech se obrátil k tématům z australské historie. Nejúspěšnější z cyklu těchto knih byl román True History of the Kelly Gang z roku 2000, který ještě více přiživil kult psance Neda Kellyho. I za tento román dostal Carey Man Bookerovu cenu. Romány My Life as a Fake (2003) a Theft (2006) zkoumají téma autenticity v umění i v životě. Román Parrot and Olivier in America (2009) je věnován tématu Spojených států.